# (32413) 2000 RR26
2000 RR26 (asteroide 32413) é um asteroide da cintura principal. Possui uma excentricidade de 0.06377810 e uma inclinação de 9.01508º.
Este asteroide foi descoberto no dia 1 de setembro de 2000 por LINEAR em Socorro.